# ヘルマン・レベルト

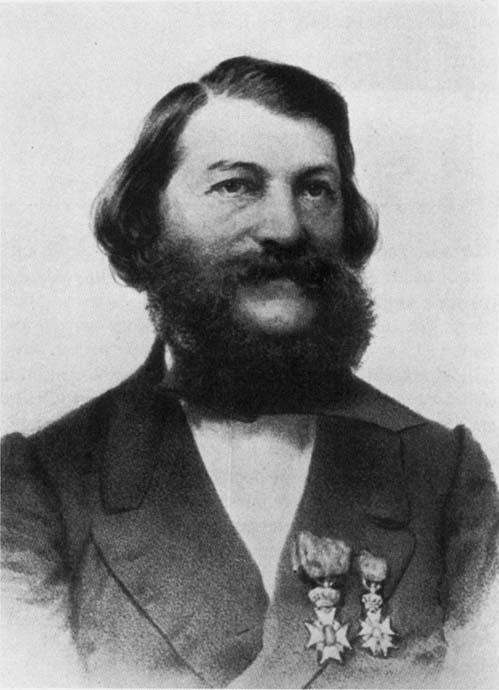
ヘルマン・レベルト

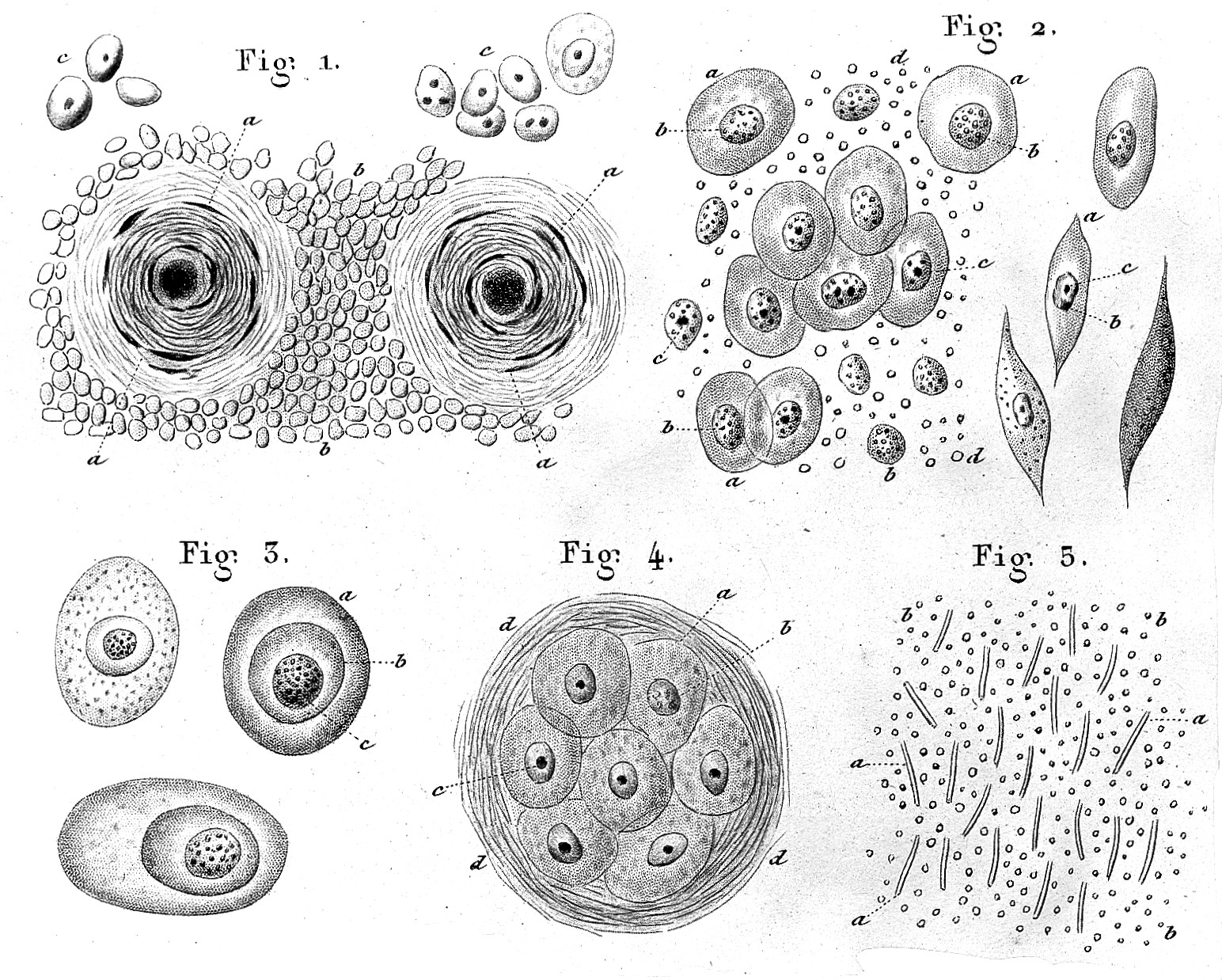
著書の図版

ヘルマン・レベルト（Hermann Lebert、1813年6月9日 - 1878年8月1日）はユダヤ系ドイツ人の医師、博物学者である。

## 略歴
現在のポーランドのヴロツワフ（ブレスロー）にユダヤ系の姓、レヴィを持って生まれた。初め、医学と博物学をベルリン大学でカール・ルドルフィに学び、その後チューリッヒでヨハン・ルーカス・シェーンラインのもとで学んだ。1834年に、医学の学位を得た後、スイス各地を旅し、植物学の研究を行った。一年半ほどパリでギヨーム・デュピュイトランやピエール＝シャルル・ルイのもとで医学を修行した後、スイスのヴォー州のベーに住んだ。シャルル＝フィリップ・ロバンと調査したフランスのノルマンディー沿岸やチャンネル諸島の生物に興味を持ち、比較解剖学の研究を行った。
オルフィラ解剖学博物館（現在のパリ大学のMusée d'Anatomie Delmas-Orfila-Rouvière）のために標本の収集を行い 、1853年からチューリッヒ大学の臨床医学の教授を6年間務め、その後ブレスラウ大学の教授も務め、1874年に引退し、ベーで暮らした。病理解剖学に顕微鏡による観察を始めた学者であり、病理学、臨床医学に貢献した。

## 著作
- Physiologie pathologique. 2 volumes and atlas. Paris, Baillière, 1845.
- Traité d’anatomie pathologique générale et spéciale. 2 volumes. Paris, Baillière, 1857 and 1861.